# Производство хлопка в Китае
На протяжении многих веков хлопок является одной из главных текстильных культур Китая. Двадцать четыре из 35 провинций Китая выращивают хлопок, в выращивании и обработке которого суммарно участвует около 300 миллионов человек, в самой промышленной обработке хлопка задействовано свыше 10 млн человек.
Существуют научные споры вокруг вопроса о том, когда хлопок стал известен в Китае. Некоторые считают, что хлопок появился в Китай во время династии Сун, некоторые относят время его появления к династии Юань, и некоторые ученые теперь полагают, что хлопок существовал в Китае уже при династии Хань. Хлопок (mian или mumian, Gossypium spp.) Некоторые исследователи считают, что хлопок был известен китайцам ещё до династии Хань, при этом ссылаются на Фань И, который в своей «Истории Восточной династии Хань» (Хо-хан Шу) отмечал, что племя лао-ай на юго-западе Китая производило качественную хлопковую ткань. (Fan Y. AD 445, том 26: ch. 'Xinanyi Zhuan').
Позже хлопчатобумажная ткань поставлялась в Китай извне. Согласно регламенту Тан, власти порта Цюаньчжоу были ответственны за получение 20 цзинов хлопка (11,9 кг) хлопка каждый год для Императорского суда (см. Zhuang W. et al., 1989: 9). Недавние исследования показывают, что три вида хлопка ввозились в Китай через три маршрута: (1) афро-арабский вид (Gossypium herbaceum) через северный маршрут по суше из Центральной Азии в Ганьсу и Шаньси в Китай; (2) Южноазиатский (Gossypium arboreum и Gossypium barbadense) через южный маршрут по границе из Индии в Бирму, Вьетнам и на остров Хайнань в Китае, Юньнань, Гуанси и Гуандун; (3) американский вид (Gossypium hirsutum) через восточный маршрут за границу либо непосредственно на восточное побережье Китая, либо в Маньчжурию через Корею (Tang Q. 1986: ch. 12, см. Также Zhao G. and Chen Z. 1983: chs 1-2). Среди этих трех основным видом был южноазиатский вид из-за объёма его поставок. Он был впервые представлен некитайским народам в южном приграничном районе Китая около третьего века нашей эры (Fan Y. AD 445 том 26: ch. «Синаний Чжуань»; см. также Tang Q. 1986: 476-7; Weng D. 1990: 582-3) и затем прибыл в Китай примерно в десятом веке нашей эры (см. Han E. c. AD 907).
Источники указывают, что к концу династии Южной Сунь хлопок из провинции Фуцзянь распространился по побережью в Чжэцзян и Цзянсу (Ци X. 1992). Потребовалось не менее двухсот лет, чтобы хлопок распространился на Север Китая (Сюй Г., 1628: гл. 8, Ши С., 1979: 973). К концу династии Мин, хлопок доминировал в производстве тканей в Китае.